# St. Elisabethen-Krankenhaus Lörrach

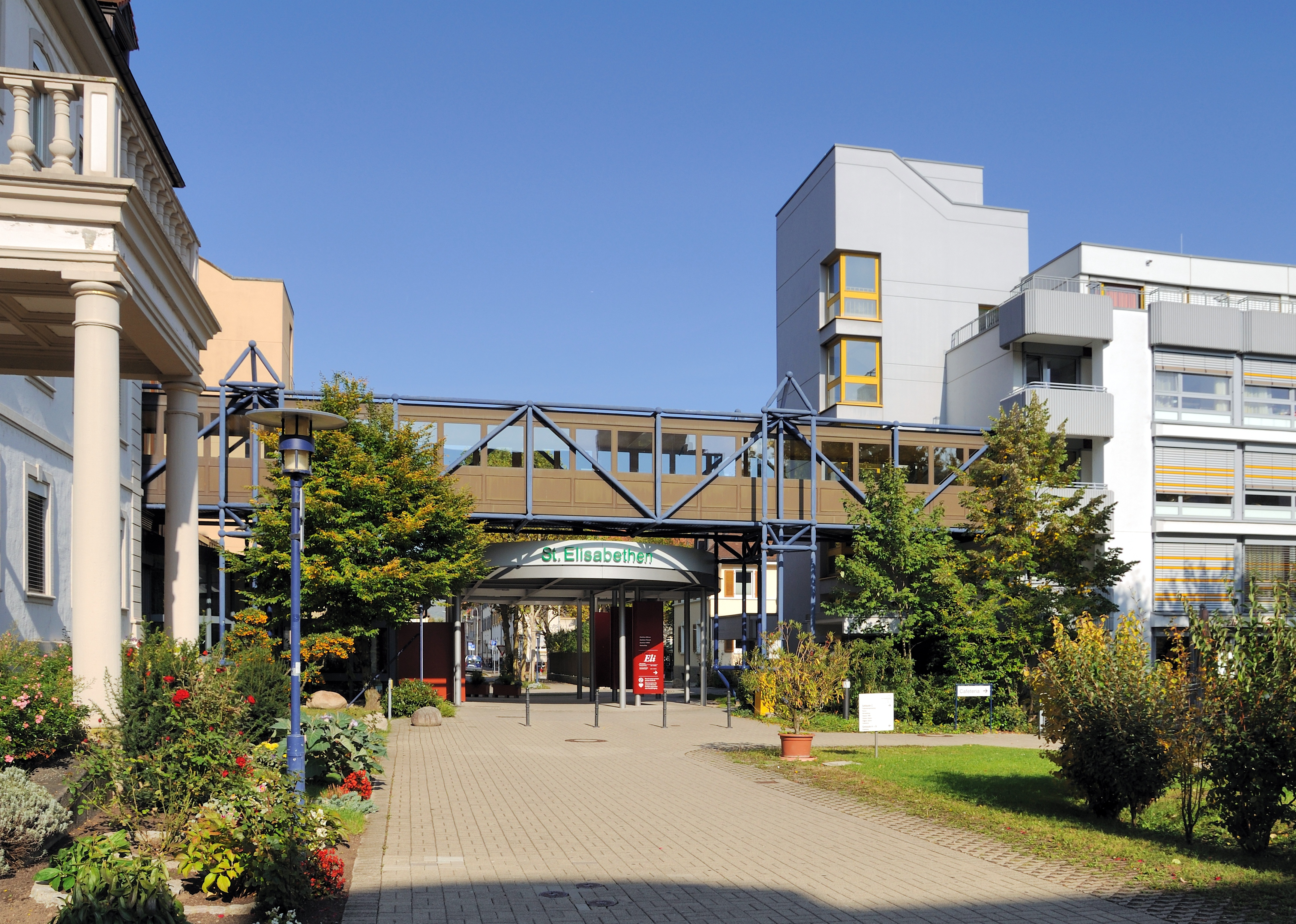
St. Elisabethen-Krankenhaus Lörrach

Das St. Elisabethen-Krankenhaus Lörrach ist ein Krankenhaus in Lörrach in der Rechtsform einer gemeinnützigen GmbH. Einziger Gesellschafter ist seit dem 1. Januar 2018 die Kliniken des Landkreises Lörrach GmbH – bis zu diesem Zeitpunkt war es der Orden der barmherzigen Schwestern vom Heiligen Vinzenz von Paul mit Sitz in Freiburg im Breisgau. Das Haus verfügt über 239 Betten und beschäftigt rund 600 Mitarbeiter. Der Gesamtumsatz beträgt rund 35 Millionen Euro. Geschäftsführer ist seit dem 1. Januar 2018 Armin Müller.

## Geschichte
In den Jahren 1912/13 wurde die chirurgische Privatklinik mit 30 Betten durch den Lörracher Arzt Arthur Böhler erbaut und betrieben. Pflege und Versorgung der Patienten übernahmen Schwestern des Ordens vom Heiligen Vinzenz von Paul mit Sitz in Freiburg. Das Haus diente im Ersten Weltkrieg als Kriegslazarett. Der Orden vom Heiligen Vinzenz von Paul übernahm schließlich nach dem Ersten Weltkrieg auch die Klinik selbst. Das Haupthaus wurde 1928 fertiggestellt. In den 1950er Jahren folgte die Erweiterung durch das Haus St. Gabriel und den Bau eines Wohnheimes. 1977 folgten das Personal- und Klinikgebäude und 1992 der Bettenneubau.
Der sogenannte „Lörracher Weg Teil I“ brachte 2006 den Tausch von Fachabteilungen zwischen den beiden Lörracher Kliniken zur Vermeidung von doppelter Leistungserbringung. Das Kreiskrankenhaus Lörrach erhielt die Fachabteilungen Innere Medizin und Chirurgie, das St. Elisabethen-Krankenhaus dafür die Kinder- und Jugendmedizin und die Gynäkologie und Geburtshilfe. Im Zusammenhang hiermit wurden bis 2006 die Gebäude der Kinder- und Jugendpsychiatrie und der ergänzende Modulbau mit der neonatologischen Intensivstation und den neuen Kreißsälen fertiggestellt.
Am 19. September 2010 wurde am Krankenhaus ein Amoklauf verübt, in dessen Folge drei Menschen starben und 18 verletzt wurden.
Im Jahr 2013 wurde das St. Elisabethen-Krankenhaus durch den Konkurs der Frauenklinik Rheinfelden und durch die Schließung der Geburtshilfe im Krankenhaus in  Bad Säckingen alleiniger Anbieter sämtlicher gynäkologisch-geburtshilflicher Leistungen zwischen Freiburg im Breisgau und Waldshut.
Seit dem 1. Januar 2017 unterhält die Kinder- und Jugendpsychiatrische Abteilung des Zentrums für Kinder- und Jugendmedizin der St. Elisabethen-Krankenhaus Lörrach gGmbH eine kinderpsychiatrische Tagesklinik im Landkreis Waldshut in Lauchringen.
Zum 1. Januar 2018 gab der bisherige kirchliche Träger das Krankenhaus in die Trägerschaft der Kliniken des Landkreises Lörrach GmbH. Dies geschah im Zusammenhang mit der Planung eines Zentralklinikums für den Landkreis Lörrach, welches die Leistungen aller vier Kliniken des Landkreises umfassen und im Jahre 2025 eröffnet werden soll.
Im Januar 2021 wurden die Ordensschwestern verabschiedet, die sich auch nach dem Wechsel des Krankenhausträgers noch um die Betreuung der Patienten kümmerten.

## Medizinische Fachabteilungen
- Zentrum für Gynäkologie und Geburtshilfe mit zertifiziertem Brustkrebszentrum und Kontinenzzentrum
- Zentrum für Kinder und Jugendmedizin mit Pädiatrie, Kinderchirurgie, Kinder- und Jugendpsychiatrie und Sozialpädiatrischem Zentrum (SPZ)
- Die Pädiatrie und das Zentrum für Gynäkologie und Geburtshilfe bilden gemeinsam ein Perinatalzentrum zur Frühchenversorgung (Level I)
- Hauptabteilung für Anästhesiologie und Notfallmedizin
- Belegabteilung für Urologie
- Belegabteilung für Hals-Nasen-Ohren-Medizin

Das Brustzentrum ist seit dem Dezember 2013 als Brustkrebszentrum von der Gesellschaft OnkoZert sowie der DQS (DIN EN ISO 9001) zertifiziert. Das Brustzentrum sowie die Gynäkologie und die Urologie sind ein Bestandteil des Onkologischen Schwerpunktes Lörrach-Rheinfelden.

## Sonstiges
- In Kooperation mit den örtlichen Ämtern, der Stadt Lörrach, dem Landratsamt und dem Lions Club Weil am Rhein bietet das St. Elisabethen-Krankenhaus für Mütter in Not die Anonyme Geburt sowie eine Babyklappe an.
- Das St. Elisabethen-Krankenhaus verfügt über zwei Mikrogasturbinen zur Wärmeerzeugung, mit welchen sich das Krankenhaus zugleich selbst mit elektrischem Strom versorgt.